# Станов хребет
Становият хребет (на руски: Становой хребет) е система от планински хребети в Източен Сибир, разположен в южната част на Якутия, северната част на Амурска област и западната част на Хабаровски край в Русия.

## Географска характеристика

### Географско положение, граници, големина
Становият хребет се простира на протежение около 700 km от средното течение на река Ольокма (десен приток на Лена) на запад до изворите на река Учур (десен приток на Алдан) на изток. Ширината му е 100 – 180 km. На север Становия хребет постепенно преминава в Алданската планинска земя, а на изток се свързва с хребета Джугджур. На юг стръмно се спуска към Горнозейската равнина, а на югоизток се свързва с Майския хребет. Преобладаващите височини са от 1500 до 2000 m, максимална – връх Тонкински Становик 2380 m (55°53′50″ с. ш. 130°27′13″ и. д. / 55.897222° с. ш. 130.453611° и. д.), разположен на територията на Якутия на 25 km югозападно от езерото Голямо Токко.

### Геоложки строеж, полезни изкопаеми, релеф
Становият хребет е изграден от архайски и протерозойски шисти и гнайси, пронизани от интрузивни гранити. С тях са свързани и находищата на злато, редки метали и желязна руда. Планинската система се състои от успоредни един на друг хребети, простиращи се почти по паралела, които са разделени от широки и дълги долини. За планината са характерни куполовидните или плоските върхове, като на места се срещат древни ледникови релефни форми: кари, циркуси, трогови долини. Широко са развити криогенните форми на релефа, свързани с повсеместното разпространение на вечно замръзналата почва.

### Климат, води
Климатът в планината е суров, континентален. Лятото е относително топло, като периода със средни денонощни температури над 10 °C продължава около два месеца. Зимата е студена и продължителна, с обичайни студове до –30 °C –40 °C. Годишната сума на валежите е около 500 mm, като до 80% от тях падат през топлия сезон.
Становият хребет е вододел между реките принадлежащи към водосборните басейни на Северния ледовит океан и Тихия океан. Подхранването на реките е предимно дъждовно, а през летния период често се наблюдават сериозни прииждания в резултат на поройни дъждове. Северните, западните и югозападните склонове се отводняват от реки принадлежащи към водосборния басейн на река Лена – Алдан (десен приток на Лена) с притоците си Унгра, Амедичи и Учур (с притоците си Уян, Тиркан, Идюм, Алгама, Гонам и Сутан). По западните и югозападни склонове причат реки десни притоца на Ольокма и десният ѝ приток Нюкжа, а на юг тече река Зея (ляв приток на Амур) и множество нейни десни притоци – Ток, Мулмуга, Брянта, Унаха, Гилюй и др. От крайните източни части на хребета водят началото си реките Мая и Джана, леви притоци на Уда (влива се в Охотско море).

### Растителност
Склоновете на планината до около 1200 m са обрасли с планинска лиственична тайга, но се срещат и гори от аянски смърч. Нагоре следва пояса на кедровия клек, а най-високите части са заети от планинска тундра. Долините на реките са заети от пасища и торфени блата.

## Транспорт
На голямо протежение по югозападното и южното подножие на планината, от запад на изток преминава участък от Байкало-Амурската железопътна магистрала, в централната му ниска част е прокарана строящата се жп линия Тинда – Алдан – Якутск.

## Национален Атлас на Русия
- Алданское нагорье. Становой хребет[2]